# عصابة سيدنى المختصة في جرائم الاغتصاب
عصابة سيدنى المختصة في جرائم الاغتصاب عبارة عن جرائم اغتصاب جماعي قام بها مجموعة من الاستراليين من أصل لبناني مسلمي الديانة دون الرابعة عشر من العمر بقيادة بلال السكاف ضد السيدات والفتيات المراهقات دون الرابعة عشر من العمر الأستراليين من أصل أنجلو كيلتي وذلك في مدينة سيدني بأستراليا عام 2000. وقد صنف المسؤولون والمعلقون هذه الجرائم على أنها جرائم عرقية بدافع الكراهية. وقد حظيت بتغطية واسعة من وسائل الإعلام، كما كانت الدافع وراء إصدار قوانين جديدة. أدين تسعة من أعضاء عصابة جرائم الاغتصاب بالحبس لسنوات تتجاوز في مجملها 240 سنة. بحيث وصف القاضى ميشيل فينن – وفقًا لمحاضر المحكمة - جرائم الاغتصاب على أنها أحداث «لا يُسمع أو يقرأ عنها إلا في فترات الحروب البشعة».

## الاعتداءات
| اليوم | الشهر  | السنة | يوم الأسبوع | الحدث |
| 10    | أغسطس  | 2000  | الخميس      | عرض المعتدون على فتاتين مراهقتين أعمارهن 17 و18 عامًا توصيلهما وإعطائهما حفنة من مخدر القنب. اصطحبت الفتاتين إلى متنزه نورثكوت في جرينأكر حيث كان ينتظرهن متواطؤون أكثر. وأرغمتا على ممارسة الجنس الفموي مع ثمان رجال. |
| 12    | أغسطس  | 2000  | السبت       | قام محمد السقاف والبالغ من العمر 17 عامًا بإحضار فتاة عمرها 16 عامًا إلى متنزه جوسلينج في جرينأكر. وكانت الفتاة تعتبره صديقها وفي المتنزه قام بلال السقاف أخو محمد ومعه شخص آخر باغتصاب الفتاة في حضور اثنتا عشرة رجلاً أخرين والذين ذكرت الفتاة أنهم كانوا "يقفون حولهم يضحكون ويتكلمون بلغتهم".وقد كان الشخص الأخر يحمل مسدسًا مصوبًا إلى رأسها وركلها في معدتها قبل أن تستطيع الفرار منهم. |
| 30    | أغسطس  | 2000  | الأربعاء    | اقترب المعتدون من سيدة أخرى في محطة قطار بانكستاون وعرضوا عليها مشاركتهم في شرب مخدر القنت في مكان آخر. وافقت وذهبت معهم إلا أن الرجال أخذوها إلى ثلاث أماكن متفقرقة وقام أربعة عشر رجلاً بالاعتداء عليها 25 مرة في محنة استمرت نحو ستة ساعات. بعدها قاموا برشها بخرطوم الحريق. وقد روت السيدة التي عرفت خلال المحاكمة باسم "سى" لحماية هويتها قصتها لبرنامج 60 دقيقة. حيث صورت كيف نعتها المعتدون بأنها "الخنزيرة الاسترالية" وسألوها إذا "كان الديك اللبناني أطعم من الديك الاسترالي" وأوضحوا لها أنها سيتم اغتصابها على "الطريقة اللبنانية". |
| 4     | سبتمبر | 2000  | الاثنين     | قام المعتدون بأخذ قتاتين تبلغان من العمر 16 عامًا من محطة قطار بيفرلى هيلز إلى منزل بضاحية أخرى، حيث تناوب ثلاث رجال على اغتصابها لمدة تزيد عن خمس ساعات. وقد قالوا لواحدة من الضحيتين "أنتِ تستحقين ذلك لأنك استرالية." |

## محاولات اعتداء إضافية
يذكر أنه تم إحباط مجموعة من اعتداءات العصابة الأخرى. كما تمت إدانة أربعة من المعتدين بسبب ما قاموا به من اعتداء يوم الجمعة الموافق 4 أغسطس 2000 عندما اقتربوا من فتاة عمرها 14 عامًا وهددوها بعنف ووجهوا لها لكمتين وصفعوها وذلك أثناء وجودها في قطار. كما قالوا لها أنها سوف تجبر على ممارسة الجنس الفموى مع عدة رجال بالإضافة إلى أنه سيتم اغتصابها.

## المغتصبون
·        قاد بلال سكاف ونظم اعتداءات شهر أغسطس الثلاث. وقد حكم عليه بالسجن لمدة إجمالية تبلغ 55 عامًا، إلا أنه تم تخفيض هذه المدة إلى 28 عامًا بعد قبول التماس محكمة جنايات نيو ساوث والي للاستئناف بدون أي عفو قبل انتهاء 22 عامًا. وعلى الرغم من ذلك، فإنه في 28 يوليو 2006 أضافت جين ماثيو القائمة بأعمال القضاء عشر سنوات إضافية إلى مجمل عقوبته لدوره في اعتداء يوم 12 أغسطس. وذلك بعد أن تم إلغاء إدانته في هذا الاعتداء في عام 2004 وتم طلب إعادة محاكمته بعد أن قام اثنان من المحلفين بإجراء تحرياتهم الخاصة في متنزه جوسلينج. وسيسمح لبلال سكاف بالخروج المشروط اعتبارًا من 11 فبراير 2033. وقد اتهم سكاف في مارس 2003 بإرسال مظروف يحتوي على مادة بيضاء لمسؤول إدارة الإصلاحية من السجن فيما وصف بأنه إنذار بعمل إرهابي واضح. وفي إبريل 2015 قام اثنان من النزلاء الأخرين في السجن بالاعتداء عليه وتسببا له في «جروح خطيرة بالوجه.»
·        محمد السكاف: الأخ الأصغر لبلال السقاف وأحد أعضاء عصابة الاغتصاب. تم الحكم عليه بـ 32 عامًا لدوره في عصابة الاغتصاب إلا أن هذه المدة تم تخفيضها بعد قبول الالتماس إلى 19 عامًا فقط مع عدم السماح بالخروج قبل مضى 11 عامًا. إلا أنه تم إضافة 15 عامًا إضافيا في 28 يوليو 2006 بحد أدنى سبع سنوات ونصف عن حادثة متنزة جوسلينج. وسيسمح لمحمد السكاف بالخروج المشروط في 1 يوليو 2019. إلا أن سكاف لا يشعر بإى ندم عما بدر منه من جرائم حيث يقوم بإلقاء التعليقات الجنسية غير اللائقة للعاملات في منشأة كاريونج للأحداث حيث يقضى مدته ويداوم على إلقاء اللوم على ضحاياه لموافقتهم في بادئ الأمر الذهاب معه لأنهم «جاءوا فور سؤالي لهم.»
·        بلال حجاد والبالغ من العمر 20 عامًا حينئذ هو مغتصب أخر في العصابة وتم إدانته وحكم عليه بـ 23 عامًا بدون السماح بالخروج قبل 15 عامًا. وقد تم تخفيض المدة بعد الالتماس الذي تقدم به بلال.
·        محمد سنوسى: أحد أعضاء العصابة المغتصبين كان يبلغ من العمر 18 عامًا وقد حكم عليه بـ 21 عامًا بدون خروج مشروط لمدة 12 عامًا وذلك عن اعتداءات العاشر والثلاثين من أغسطس. وقد تقدم سنوسى بالتماس وعليه تم تخفيض مدة السجن إلى 16 عامًا فقط. وقد تم منع أخو السنونى وأبن عمومته من زيارته لمدة ثلاثة أشهر وذلك في أوائل فترة سجنه حيث وقع خلاف عنيف بينهما وبين العاملين في مركز كاريونج لاحتجاز الأحدث حيث كان يقضى فترة سجنه. فقد تعالت أصواتهم بعد قيام العاملين بطردهم من الزيارة بعد قيامهما بتسريب قصائص من الجرائد التي تناولت موضوع إدانة الشقيقين في اليوم السابق. وقد ظل السنوسى خلف القضبان عندما رفض طلبه للمرة الثانية في أكتوبر 2011. والجدير بالذكر أنه تم رفض طلبه الخروج ثلاث مرات. ولكن كان يصرح له بالخروج لقضاء عطلة نهاية الأسبوع اعتبارًا من أكتوبر 2012 والخروج لمدة يوم اعتبارًا من أبريل 2013. وفي 5 سبتمبر 2013، تم السماح لسنوسى بالخروج وفقًا لشروط صارمة، إلا أنه لم يتم التنفيذ على الفور. فقد تم إلغاء السراح في اليوم التالي. فقد كان على سنوسى أن يعيش في منزل عائلته بعد تسريحه إلا أنه في نفس اليوم الخامس من سبتمبر نما إلى علم إدارة السجن أن أخويه اللذين يعيشان في نفس البيت على علاقة بعصابة «أخوة مدى الحياة» والذين تم إدانتهم مع أثنين أخرين بالاعتداء العنيف. وقد اجتمع مسؤولى الولاية المسؤولين عن الخروج المشروط وقرروا: «أن الإقامة السابق الموافقة عليها لم تعد صالحة في ظل المعلومات الجديدة.» وقد سلم القاضي ترانس كريستى بقبول التماس سنوسي على اعتبار أن جرائم أخواه لا علاقة له بها وأنه يجب أن يطلق سراحه. وعليه تم إطلاق سراح سنوسى في 10 أكتوبر 2013 بشروط من بينها أنه لا يجب أن يتصل بأخويه إلا بعد الحصول على إذن.
·        محمود السنوسي: أخو محمد السنوسى وكان عمره 17 عامًا عندما حكم عليه بالسجن 11 عامًا وثلاثة أشهر بدون السماح بالخروج المشروط إلا بعد ستة أعوام ونصف. ولم يوافق في ألتماسه عام 2005 وأطلق سراحه بشروط في مايو 2009 ولكن ألغى هذا العفو في مارس 2010 بسبب تناوله المخدرات.
·        محمود شامي: تم الحكم عليه وهو أبن العشرين عامًا بالسجن لمدة 18 عامًا على إلا يسمح له بالخروج المشروط قبل مضي عشرة أعوام. وفي عام 2004 لم يتمكن الشامى من استئناف الحكم وقد أطلق سراحه بشروط في إبريل 2013.
·        «ه»: تم حجب شخصيته بحكم محكمة وذلك نظرا «لأنه عقليًا وفكريًا من ذوي الاحتياجات الخاصة» وقد حكم عليه بالسجن لمدة 25 عامًا بدون السماح بإطلاق سراحه قبل مضى 15 عامًا، وكان حينئذ عمره 19 عامًا وبعد ذلك تم قبول التماسه وتم تخفيض مدة سجنه ـ وفي جلسة لإطلاق سراحه في أكتوبر 2013 تم إصدار حكم بإطلاق سراحه اعتبارًا من فبراير 2014 بشروط غاية في الصرامة.
·        «تى» كان في السادسة عشر من عمره عندما حكم عليه بالسجن 15 عامًا في بادئ الأمر على ألا يطلق سراحه قبل تسعة أعوام وذلك عما بدر منه في اعتداء 30 أغسطس. وقد خفف الحكم عند إعادة محاكمته إلى ثمان أعوام وستة أشهر مع عدم السماح له بالخروج قبل أربعة أعوام وستة أشهر. وقد تم إطلاق سراحه من السجن في أواخر يونيو 2007.
·        محمد غانم: كان عمره 19 عامًا وكان أخر من تم الحكم عليه بالسجن لمدة 40 عامًا مع عدم السماح له بالخروج المشروط قبل مضى 26 عامًا وذلك عما بدر منه من اعتداء من الدرجة الثانية. ولم يستشعر غانم أي ندم على أفعاله مثله مثل شريكيه في الجرائم بلال السقاف ومحمد السقاف. فقد كان يتعامل في مركز إصلاح الأحداث القضائي بكاريونج حيث كان محتجزا لحين محاكمته على أنها فترة «صعبة يجب أن يستحملها حتى تمر».
تم إدانة تسعة رجال فقط من أصل أربعة عشر مشتبه فيهم وذلك وفقا للأدلة وبلغت مجموعة الأحكام حوالي 240 عامًا في السجن.

## الخلاف العرقى
وقد صنف المعلقين المحافظين أمثال ميرندا دفين الجرائم على أنها جرائم نابعة من كراهية عرقية. وقد ذكرت صحفية سيدني مورنينغ هيرالد أن المغتصبين ذكروا لأحد الضحايا أثناء الاعتداء «أنت تستحقين هذا لأنك أسترالية وأنني سوف أمارس معك الجنس على الطريقة اللبنانية.» وقد أشار ثلثي المسلمين والعرب الأستراليين أنهم تعرضوا للتشنيع متزايد عليهم بسبب عنصرى بعد عدد من الأحداث من بينها هجمات 11 سبتمبر وتفجيرات بالي عام 2002 وجرائم الاغتصاب تلك.

## القوانين الجديدة
وقد أدت اغتصابات هذه العصابة إلى إصدار برلمان نيو ساوث ويلز تشريعات جديدة لزيادة العقوبة على عصابة المغتصبين وذلك بإضافة تصنيف جديد للجرائم يعرف بـ «الاعتداءات الجنسية الفظيعة الجماعية».
كما أنه أثناء نظر أحد المحاكمات رفض المتهمين أي دفاع لاعتقادهم أن «كل المحامين ضد المسلمين». مما أدى إلى ترقب المتهمين الدائم لاستجواب الشهود بما في ذلك الضحايا وهو أمر تم منعه عندما أصدر برلمان الولاية تشريعات جديدة.
أدت الأفعال التي قام بها الوزراء بالحكومة بما في ذلك بوب كار حاكم نيو ساوث ويلز والذي أعلن عن ماض المتورطين إلى كثير من الجدل. وقد أشتكى لك رؤساء المجموعات العرقية بالمجتمع ومن بينهم رئيس رابطة المسلمين اللبنانين كيسار تراد من أن كار وصم المجتمع المسلم اللبنانى بهذه الجرائم برغم من أن فئة قليلة من هذا المجتمع هي من قامت بهذه الجرائم واعتبروا أن تعليقاته المعلنة تشعل فتيل الكراهية العرقية.
وقد كانت قضية عصابة مغتصبى أشفيلد هي أول محاكمة يتم نظرها وفقًا لنظام العقوبات الجديد، حيث تم اغتصاب سيدتان في أشفيلد على يد مهاجر باكستانى وأخر من نيبال في 28 يوليو 2002.

## تنظيم الاعتداءات
استخدم المعتدون خدمة الرسالة النصية القصيرة والهواتف النقالة في تنظيم الاعتداءات وللتحدث مع باقي المعتدين لترتيب عملية نقل أعضاء العصابة إلى مكان الحدث حيث يتم أحتجاز النساء. وقد فرغت السلطات بعض من هذه الرسائل التي تم اكتشافها على هواتف المغتصبين النقالة.
ومن بين الرسائل التي تبادلها المعتدين: «عندما تشعر بالإحباط.... ألكم مسيحي أو كاثوليكي وقم.» و«معي عاهرة أخي فتعالى إلى بانشبول.»